# Famille d'Arschot Schoonhoven
La famille d'Arschot Schoonhoven est une ancienne famille de la noblesse dont l'existence prouvée remonte à 1226, et appartenant à la noblesse belge depuis 1816.

## Histoire
La lignée avérée commence avec le chevalier Jan van Aarschot dit van Schoonhoven, qui est mentionné pour la première fois en 1226 comme témoin d'un don du duc de Brabant, et dont la lignée appartient aux quarante plus anciennes familles de Belgique ; le fils du même nom de l'ancêtre est mentionné comme seigneur de Schoonhoven d'Aarschot. À partir de la fin du XVIIe siècle, ils sont mentionnés comme barons de Schoonhoven, à partir du milieu du XVIIIe siècle comme comtes d'Aarschot. Entre 1666 et 1757, plusieurs membres sont membres du Corps équestre de Liège. En 1816, Philippe d'Arschot Schoonhoven (1771-1846) est nommé au Corps équestre de Limbourg avec le titre de comte, transmissible a tous les descendants (selon la première liste de noblesse),.
En 2017, il y avait encore six descendants masculins, le dernier né en 2016.

## Filiation

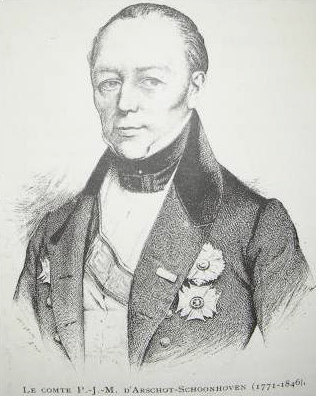
Philippe comte d'Arschot Schoonhoven (1771-1846)

- Philippe comte d'Arschot Schoonhoven (1771-1846), grand maréchal de la Cour, gouverneur, sénateur et membre du Congrès national
  - Guillaume comte d'Arschot Schoonhoven (1800-1876), sénateur.
    - Anatole comte d'Arschot Schoonhoven (1830-1879).
      - Guillaume comte d'Arschot Schoonhoven (1867-1935), ambassadeur, chef de cabinet du roi Albert Ier, écrivain et bibliophile; marié en 1907 à Eva Nubar (1883-1973), fille de Boghos Nubar Pacha, fondateur d'Héliopolis (district), et de Marie Dadiani.
        - Philippe comte d'Arschot Schoonhoven (1908-1986), historien et critique d'art.
          - Arnoul comte d'Arschot Schoonhoven (1936), « chef de famille ».
            - Amélie comtesse d’Arschot Schoonhoven, historienne, conférencière et  auteur du roman historique Le Roman d'Héliopolis (2017 Weyrich Editions), administrateur de l'Association royale des demeures historiques et jardins de Belgique.
            - Philippe comte d'Arschot Schoonhoven (1964), antiquaire et successeur probable du chef de famille.

        - Marguerite comtesse d'Arschot Schoonhoven (1916-1942); mariée en 1937 à Didier comte d'Aspremont Lynden de Maillen (1910-1978), maire de Mohiville.
        - Jean comte d'Arschot Schoonhoven (1924-1986), dernier bourgmestre de Waanrode et conseiller municipal de Kortenaken.

    - Gaston comte d'Arschot Schoonhoven (1837-1935), diplomate et zouave pontifical.
    - Mathilde comtesse d'Arschot Schoonhoven (1841-1874); mariée en 1871 à Edmond baron de Pitteurs Hiegaerts (1831-1896), ambassadeur.
    - Marie comtesse d'Arschot Schoonhoven (1848-1935); mariée en 1872 à Arthur comte van der Burch (1832-1900), major général.

## Alliances

Van der Noot (1796).
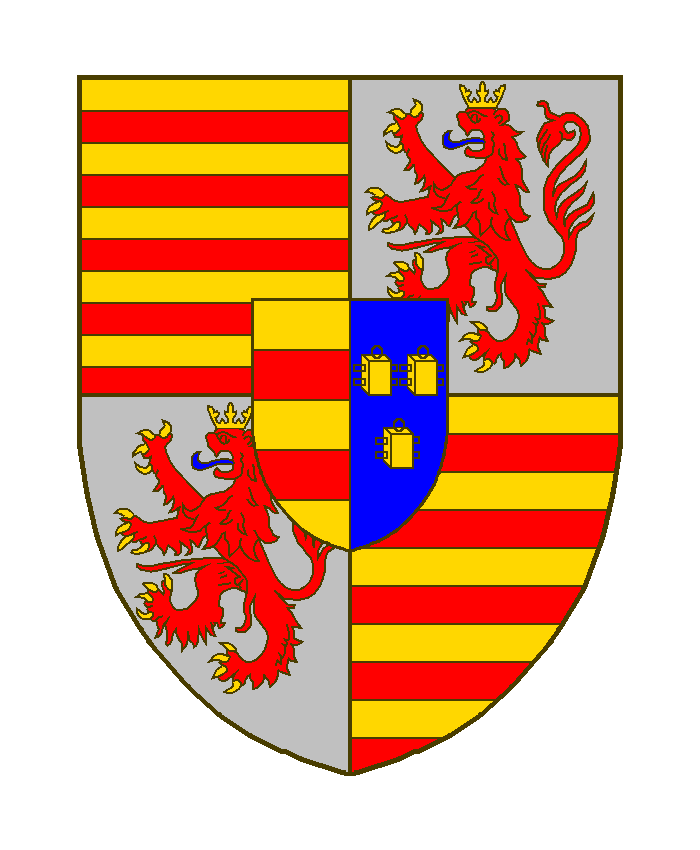
de Berlo Suys (1810).
von Hompesch-Rurich (1825, noblesse prussienne).
de Louvencourt (1829, noblesse française).
de Looz-Corswarem (1858).
Van der Burch (1871).
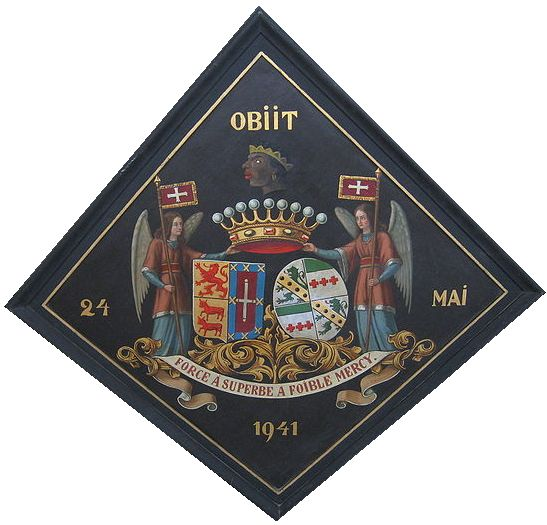
De Pitteurs Hiegaerts (1871).
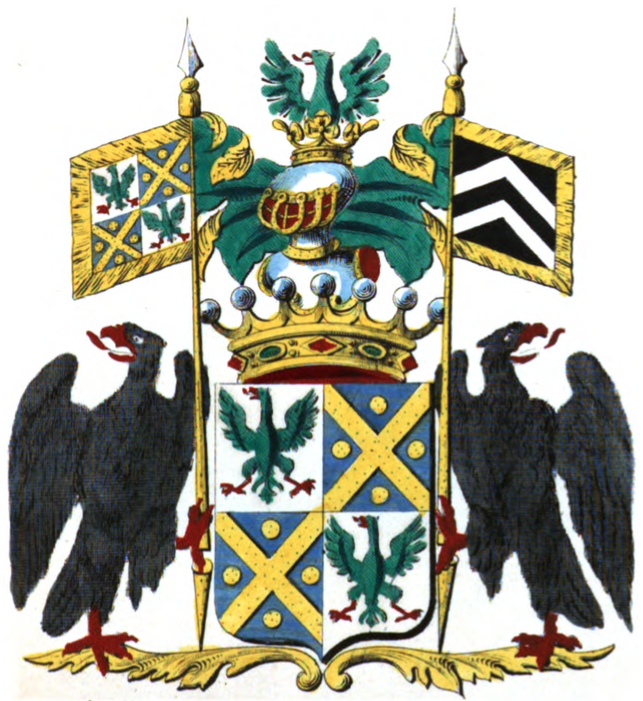
van Hoobrouck d'Aspre (1876).
de Jonghe d'Ardoye (1908).
d'Avout d'Auerstadt (1938, noblesse française).
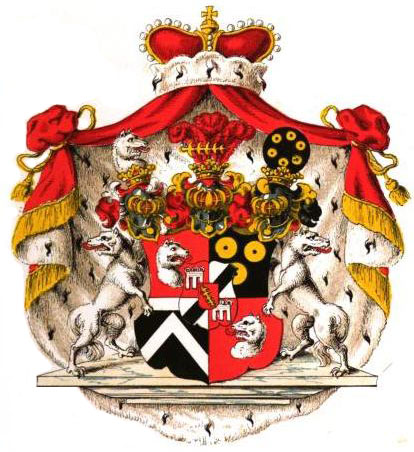
Zu Windisch-Graetz (1934), noblesse autrichienne).
de Mun (1935, noblesse française).
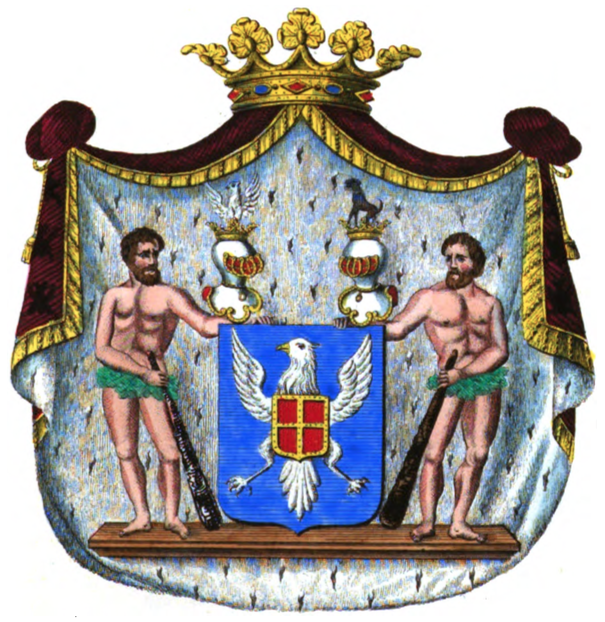
d'Aspremont Lynden de Maillen (1937).
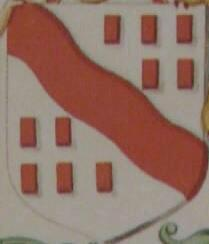
Famille t'Kint de Roodenbeke (1960).
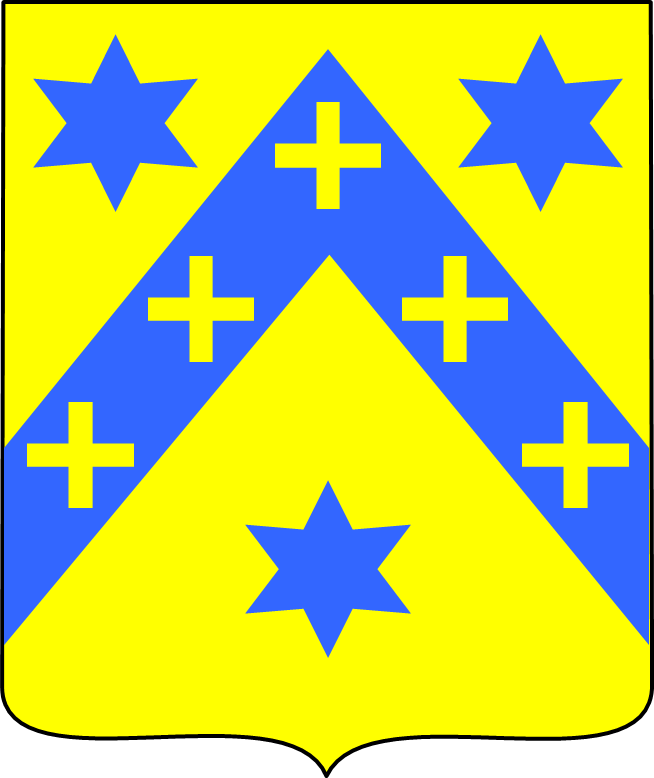
Orban.
de Meeûs d'Argenteuil de Trannoy (1971),
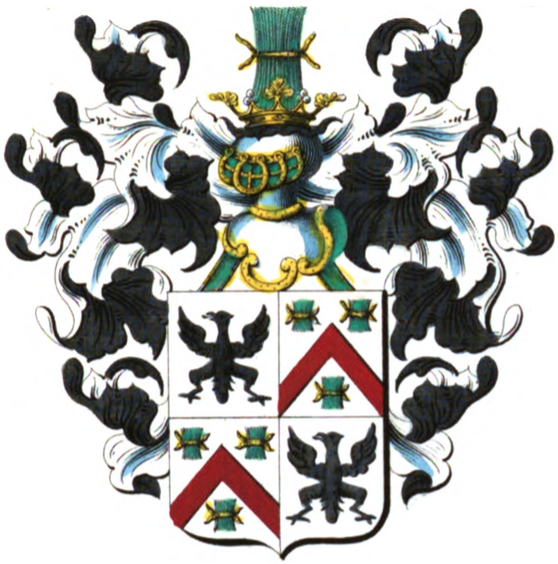
Famille Ullens de Schooten (1973).
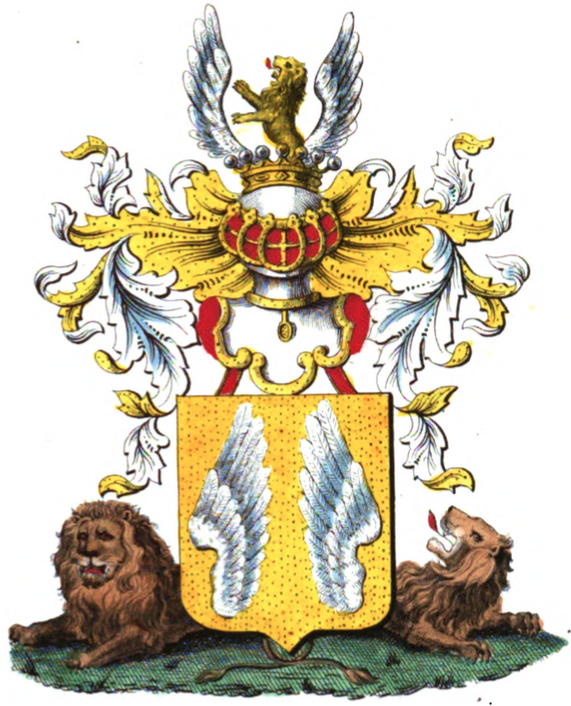
de Gruben (1975).
Le Hardÿ de Beaulieu (1980).
Boël (1981).
Le Grelle (1989).
de Marnix de Sainte-Aldegonde (2005).
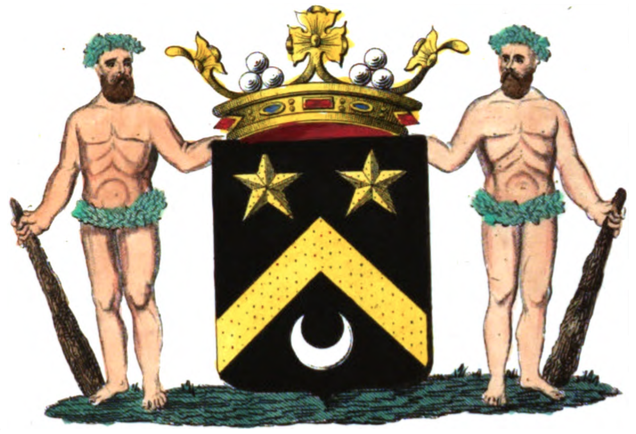
Famille de Radiguès de Chennevière (2016).
Speeckaert.

## Pour approfondir